# Rawalakot
Rawalakot – miasto w Pakistanie, na terytorium Azad Dżammu i Kaszmir. Stolica dystryktu Poonch. Według danych szacunkowych na rok 2011 liczyło 78 800 mieszkańców.